# Tsarevna
Tsarevna est une distinction princière employée en Russie, elle désigne la fille, la belle-fille ou la sœur d'un tsar. Après Pierre le Grand, elles seront appelées grandes-duchesses.
On peut y voir la logique russe qui veut que la fille porte en deuxième prénom celui de son père suivi du suffixe "evna". La fille du tsar est donc tsarevna.